# Landisacq
Landisacq ist eine französische Gemeinde mit 772 Einwohnern (Stand: 1. Januar 2022) im Département Orne in der Region Normandie. Die Gemeinde gehört zum Arrondissement Argentan und zum Kanton Flers-1 (bis 2015: Kanton Flers-Sud). Die Einwohner werden Landisacquois genannt.

## Geografie
Landisacq liegt etwa 51 Kilometer südsüdwestlich von Caen. Die Visance bildet die südliche Gemeindegrenze. Umgeben wird Landisacq von den Nachbargemeinden Frênes im Norden und Nordwesten, Cerisy-Belle-Étoile im Nordosten, La Lande-Patry im Osten, Saint-Paul im Süden, Chanu im Süden und Südwesten sowie Tinchebray-Bocage im Westen.

## Bevölkerungsentwicklung
| Jahr                      | 1962 | 1968 | 1975 | 1982 | 1990 | 1999 | 2006 | 2013 |
| Einwohner                 | 504  | 503  | 434  | 679  | 765  | 750  | 753  | 751  |
| Quelle: Cassini und INSEE |      |      |      |      |      |      |      |      |

## Sehenswürdigkeiten
- Kirche Saint-Étienne, im 19. Jahrhundert erbaut

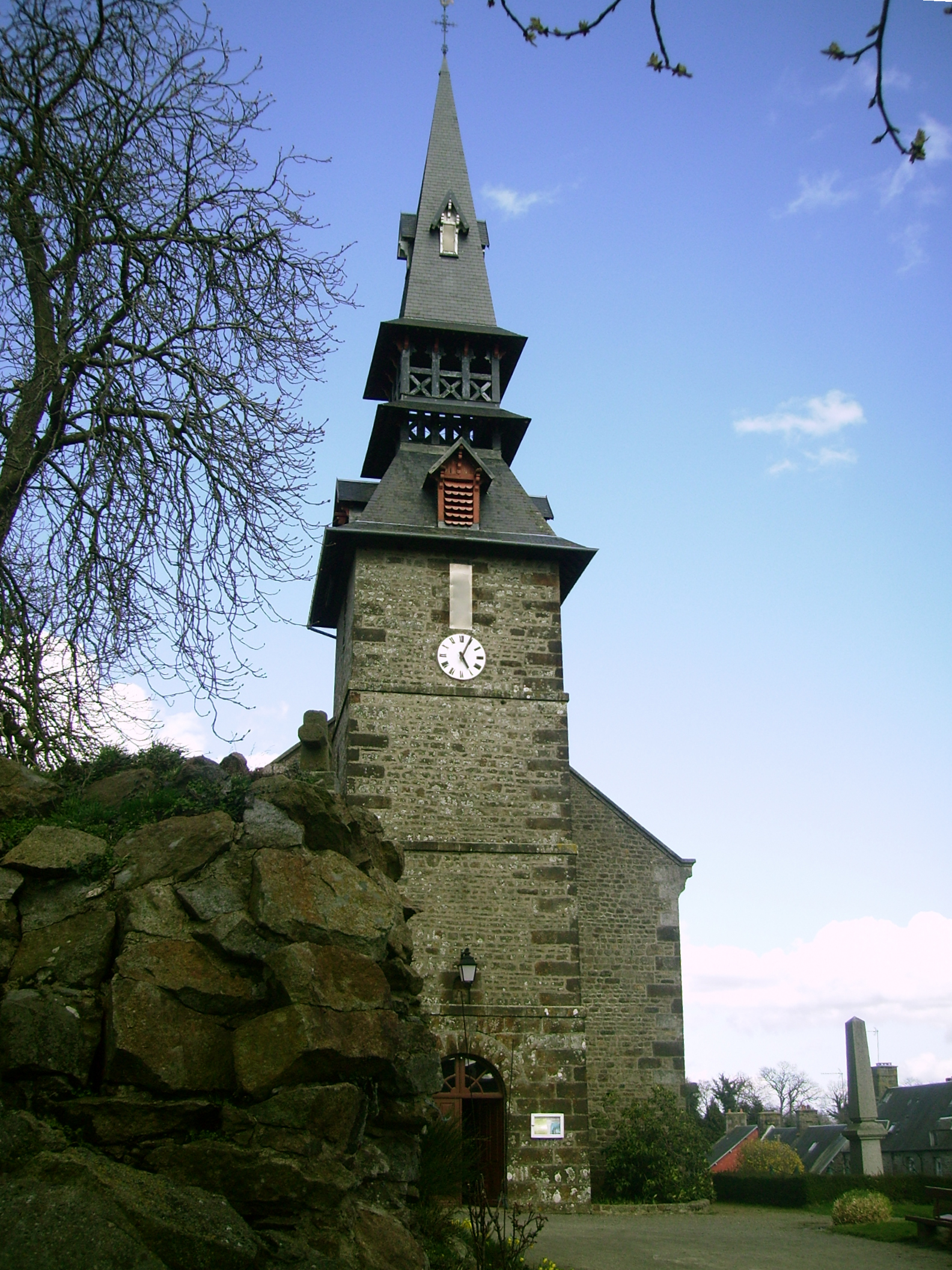
Kirche Saint-Étienne

## Persönlichkeiten
- Jacques Hurel (1939–2021), Radrennfahrer